# Більче-Золотецька сільська територіальна громада
Більче-Золотецька сільська громада — територіальна громада в Україні, у Чортківському районі Тернопільської области. Адміністративний центр — с. Більче-Золоте.
Площа громади — 108,4 км², населення — 4031 осіб (2020).

## Історія
Утворена 12 вересня 2016 р. шляхом об'єднання Більче-Золотецької, Олексинської та Шершенівської сільських рад Борщівського району.
До 19 липня 2020 р. належала до Борщівського району.
18 листопада 2020 р. до складу громади увійшла Мишківська сільська рада Чортківського району.

## Населені пункти
У складі громади 7 сіл:
- Більче-Золоте
- Мишків
- Монастирок
- Мушкарів
- Олексинці
- Шершенівка
- Юр'ямпіль